# Mr. Arrow Key
Mr. Arrow Key ist der Titel eines englischsprachigen Popsongs vom 2012 erschienenen Album Stardust der deutschen Sängerin Lena.

## Hintergrund
Mr. Arrow Key wurde von Lena Meyer-Landrut, Sonny Boy Gustafsson und Linda Carlsson, besser bekannt als Miss Li, geschrieben. Gustafsson ist gleichzeitig Produzent des Liedes. Gustafsson und Carlsson waren an mehreren Liedern auf Lenas Album Stardust beteiligt, insgesamt sind es fünf Lieder, die entweder von beiden Musikern mitverfasst und/oder produziert wurden.
Mr. Arrow Key wurde in den Studios Gröndahl und Årstaberg in Schweden aufgenommen. Es ist 3 Minuten und 33 Sekunden lang und erschien erstmals am 12. Oktober 2012 auf Lenas drittem Album Stardust an zweiter Stelle der Titelliste. Genretechnisch lässt sich das Lied als Popsong mit Folk- und Swing-Einflüssen bezeichnen.
Am 18. April 2013 wurde bekanntgegeben, dass Mr. Arrow Key als dritte Single aus dem Stardust-Album ausgekoppelt und am 17. Mai 2013 veröffentlicht wird.

### Inhalt
Textlich handelt das Lied von innerer Zerrissenheit im Leben, und dem Wunsch, von etwas oder jemandem eine klare Richtung vorgegeben zu bekommen. In den Strophen bittet das lyrische Ich den Mr. Arrow Key (arrow key, engl. für Pfeiltaste, im Lied metaphorisch für eine Richtung), ob er ihm helfen könne seine Probleme zu lösen und ihm in schwierigen Situationen beiseite zu stehen. Im Refrain klagt es über bereits vergangene Strapazen:
| Englisch | Deutsch |
| --- | --- |
| Been climbing up the walls but I am falling down I’ve been running through the streets but I still haven’t found I’m looking for, I’m searching for it desperately But I can’t find the arrow key. | Bin die Wände hochgeklettert aber ich falle runter ich bin durch die Straßen gerannt aber ich habe sie immer noch nicht gefunden ich halte danach Ausschau, ich suche sie verzweifelt aber ich kann die Pfeiltaste nicht finden. |

Im Interview mit ihrer Plattenfirma Universal erklärte Lena zur Entstehung des Lieds: „In den vergangenen Jahren hätte ich mir manchmal Jemanden gewünscht, der mir schwierige Entscheidungen abnimmt. Jemanden mit einem ultimativen Plan für mein Leben. Eine Art ganz persönliches Navigationssystem. Und genau darum geht’s in Mr. Arrow Key. […] Zudem wollte ich schon immer ein Lied mit einer dieser Retro-Trompeten, wie man sie von Beirut kennt. Und jetzt hab ich endlich ein[s].“

## Kritikerstimmen
Die Kritiken zu Mr. Arrow Key fielen gemischt aus. Birgit Fuß (Rolling Stone) bezeichnete das Lied als „unwiderstehlichen Ohrwurm“, bei dem Lena wie Amy Macdonald durch die Zeilen rase. Jörg Heinrich (merkur-online.de) nannte es einen „pfeilschnellen Folk-Country-Kracher“, bei dem Amy Macdonald neidisch sein werde.
Kai Butterweck (laut.de) war gespaltener Meinung: „[Lena] versammelt […] eine polternde Swing-Horde um sich herum. Kindlich vergnügt wie eh und je versucht sie einen Großteil ihres englischen Wortschatzes in dreieinhalb Minuten zu pressen. Spätestens zum Ende des Refrains kann die Gute dem vorgegebenen Tempo aber nicht mehr ganz folgen, und so klingt der antrainierte Übersee-Akzent an vielen Stellen etwas aufgesetzt.“
Kevin Holtmann (plattentests.de) war wenig begeistert: „Mr. Arrow Key ist wirklich nichtssagender Sechziger-Quatsch mit Polkadots-Soße.“

## Liveauftritte
Lena sang Mr. Arrow Key zusammen mit anderen Liedern aus dem Album Stardust in der Late-Night-Show TV total in den Werbepausen. Weiterhin trat sie beim Sat.1-Frühstücksfernsehen auf, sowie beim Reeperbahn Festival am 20. September.

## Titelliste
Die Download-EP zu Mr. Arrow Key beinhaltet die Album Version des Lieds, sowie drei Live Versionen von Mr. Arrow Key, der ersten Single Stardust sowie des Albumsongs Goosebumps, die während Lenas No One Can Catch Us Tour (2013) am 10. April 2013 in der Hamburger Großen Freiheit 36 aufgenommen wurden.
Album Stardust
1. Mr. Arrow Key – 3:33

1. Mr. Arrow Key – 3:33
2. Mr. Arrow Key (Live In Hamburg, 2013) – 4:18
3. Stardust (Live In Hamburg, 2013) – 5:06
4. Goosebumps (Live In Hamburg, 2013) – 4:38

## Mitwirkende
Aufnahme
Mr. Arrow Key wurde in den Studios Gröndahl und Årstaberg aufgenommen.
| - Songwriting: Lena Meyer-Landrut, Sonny Boy Gustafsson, Linda Carlsson - Produktion: Sonny Boy Gustafsson - Gesang: Lena Meyer-Landrut - Gitarren, Glockenspiel, Synthesizer, Percussion: Sonny Boy Gustafsson - Backgroundgesang: Sonny Boy Gustafsson, Linda Carlsson - Kontrabass: Clas Lassbo | - Drums: Gustav Nahlin - Trompete: Johan Jonsson - Tenorsaxophon: Linus Lindblom - Trombone: Magnus Wiklund - Abmischung: Black Pete - Mastering: Greg Calbi |

Quelle: